# Свердловская областная специальная библиотека для незрячих и слабовидящих имени Д. Н. Мамина-Сибиряка
Свердловская областная специальная библиотека для незрячих и слабовидящих им. Д. Н. Мамина-Сибиряка — крупнейшая библиотека Свердловской области, культурный, методический и информационный центр. В 1952 году по решению Отдела культпросветработы Горисполкома города Свердловска отдел брайлевской литературы в Свердловской публичной библиотеке им. В. Г. Белинского был преобразован в Городскую библиотеку для слепых. В 2022 году в год 70-летия библиотеки и 170-летия со дня рождения Д. Н. Мамина-Сибиряка библиотеке было присвоено имя Дмитрия Наркисовича Мамина-Сибиряка.
Библиотека обладает уникальным универсальным фондом, объём которого по состоянию на 1 января 2022 года составил 223656 единиц хранения. Из них лишь 15 % — печатные издания, в том числе методические и информационные издания по дефектологии и тифлологии, инклюзии, доступной среде, книги укрупнённого шрифта. Доля документов специальных форматов для людей с проблемами зрения составляет порядка 73 % от общего объёма фонда.

## История

### Период 1920—1940-х годов
История специальных библиотек для слепых в России начинается в 1920-х годах. В 1925 году после первого съезда Всероссийского общества слепых (ВОС) при организациях ВОС по всей России стали появляться первые специализированные библиотеки для слепых, небольшой фонд которых состоял из рельефно-точечных книг. В 1928 году таких библиотек насчитывалось уже более двадцати, и в их числе — Свердловская библиотека. Фонд библиотеки в основном включал в себя учебники для начальной и неполной средней школы.
В 1935 году библиотечное управление Наркомпроса и Президиум Центрального правления ВОС приняли решение приступить к организации специализированных отделов для слепых при областных научных библиотеках. В 1939 году рельфно-тотечные книги из ВОСовской библиотеки были переданы в Свердловскую публичную библиотеку им. В. Г. Белинского. По просьбе читателей и областного правления ВОС Свердловская публичная библиотека им. Белинского создала специальный отдел брайлевской литературы с одной штатной единицей библиотекаря. Комната для нового отдела была представлена Областным правлением ВОС в центре города (улица Малышева, 39). Первым библиотекарем отдела брайлевской литературы стал Иван Николаевич Пилипенко, член ВОС, окончивший Государственный институт журналистики им. В. В. Маяковского (предшественник факультета журналистики Уральского государственного университета). Им была налажена работа с фондом, который состоял на тот период из тысячи экземпляров, и начали развиваться кружки громкого чтения.
Во время Великой Отечественной войны и в послевоенные годы работа по обслуживанию читателей не только не прекращалась, но и значительно активизировалась. Война принесла потерю зрения многим физически крепким, трудоспособным людям, имеющим желание работать и учиться. Поэтому объём работы стремительно возрос, фонды отдела пополнялись, увеличивалось количество пересылок книг по почте, в напряжённом графике работали книгоноши.

### Период 1950—1990-х годов

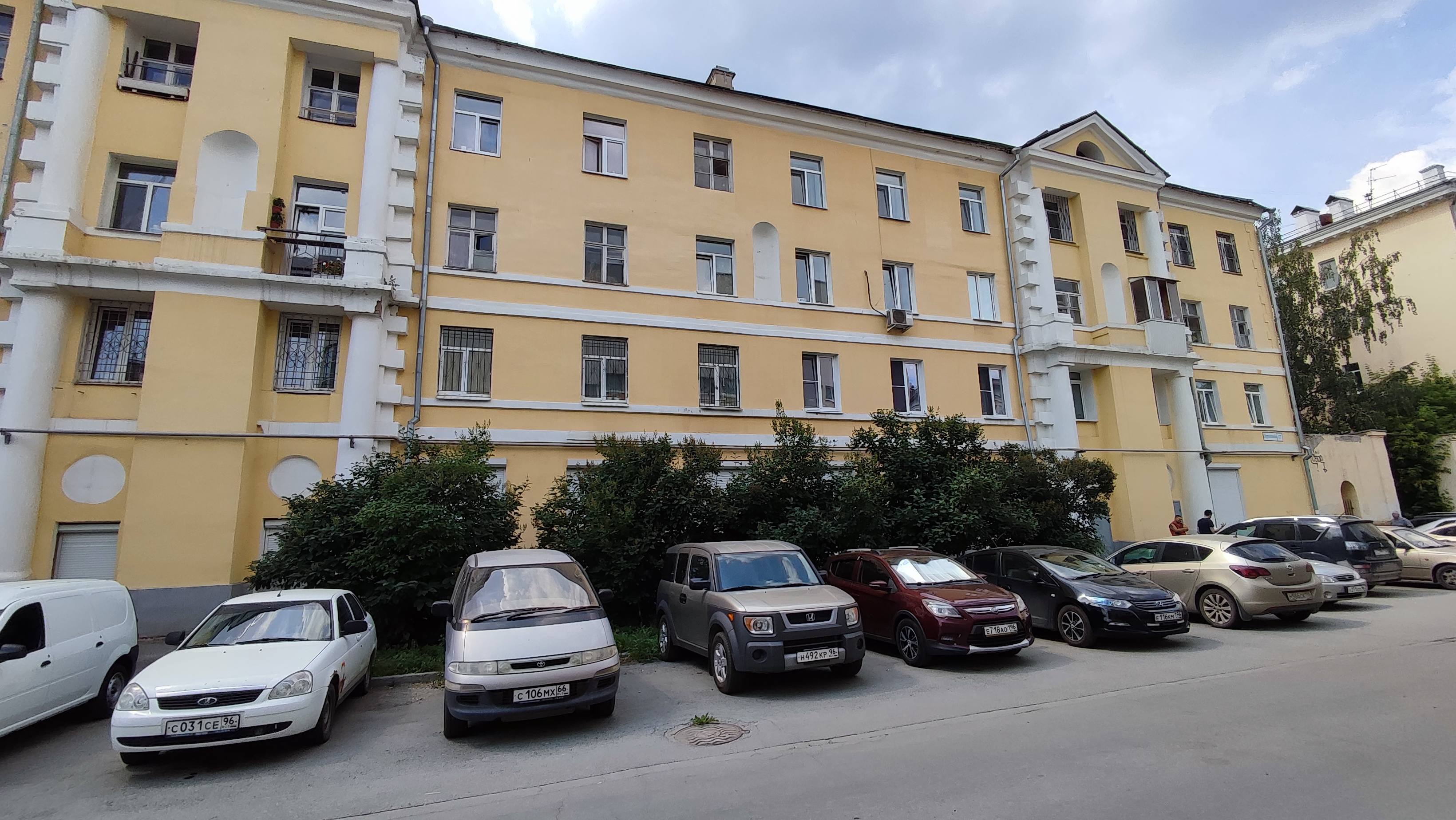

В 1952 году, получив самостоятельность, Городская библиотека для слепых разместилась в здании ВОС по улице Лермонтова,17. Её первой заведующей стала Вера Александровна Посохина. Библиотека расширила сферу деятельности, у ней появился новый отдел — отдел передвижного фонда (современный отдел внестационарного обслуживания). В 1956 году директором библиотеки был назначен Ханиф Шакирович Шакиров, потерявший зрение во время Великой Отечественной войны, и уже будучи членом ВОС, закончивший исторический факультет Уральского государственного университета.
В 1960 году библиотека получила статус Областной библиотеки брайлевской литературы. В её структуре были: читальный зал, отдел передвижного фонда (улица Лермонтова, 17) и абонемент (с 1965 года находившийся по улице 8 Марта, 30). У библиотеки было 5 филиалов и 25 передвижных библиотек, для обслуживания которых приобрели сначала мотороллер, а в 1967 году — «Москвич-408».

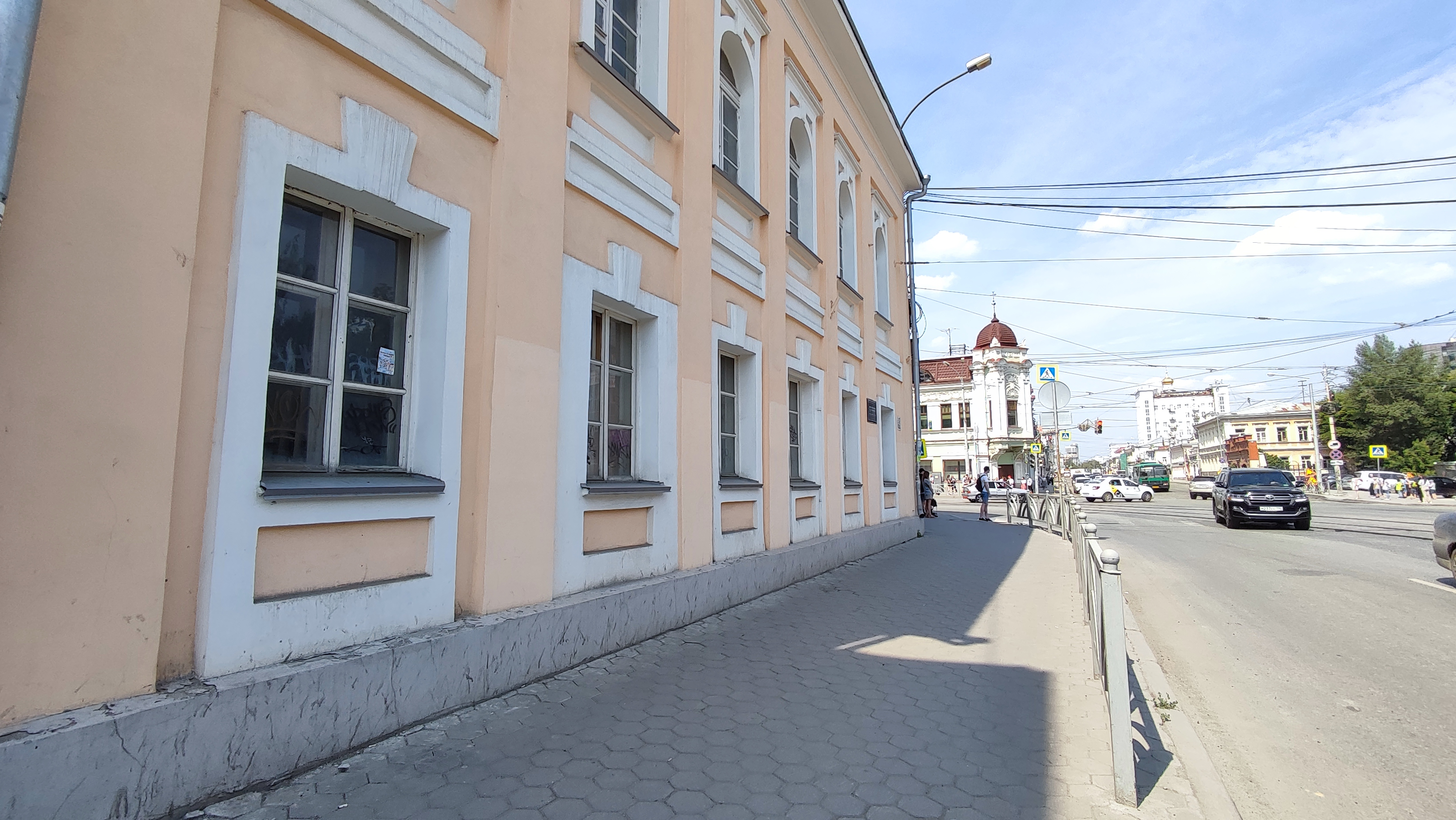

В 1973 году библиотека была переведена на режим ежедневного обслуживания читателей, без выходных дней и перерывов на обед. В связи с этим был установлен скользящий график работы для сотрудников библиотеки. Приобретено новое транспортное средство — спецмашина ЖУК-А-06.
23 июля 1974 года библиотека была переименована в Свердловскую специальную библиотеку для слепых. В библиотеке был создан новый отдел — отдел хранения и комплектования книжного фонда. Усложнилась структура отдела обслуживания, в него входили абонемент, читальный зал, надомный абонемент, заочный абонемент, переведённый в 1979 году в отдел передвижного фонда. У библиотеки было 2 филиала при Учебно-производственных предприятиях ВОС № 1 и № 2. Для руководства чтением библиотекари составляли индивидуальные планы чтения, для них не только готовили рекомендательные списки литературы, но и стали проводить Дни специалистов: массажистов, математиков и программистов, работников культуры, учителей. В 1977 году появился автоинформатор, для которого 2 раза в месяц записывались обзоры новых поступлений. Читатель, позвонив по телефону, мог прослушать обзор книжных новинок.
В 1975 году отделом обслуживания был организован Областной конкурс на лучшего чтеца по Брайлю в связи с 150-летием создания системы Луи Брайля для слепых. В этот период обслуживала 5 филиалов и 25 передвижных библиотек. Филиалы были расположены на Учебно-производственных предприятиях ВОС в городах Свердловской области: Алапаевск, Нижний Тагил, Ревда, Реж, Туринск. В каждом филиале работу вёл освобождённый библиотекарь. В целях повышения качества обслуживания незрячих читателей в библиотеке начали создаваться каталоги и картотеки. Библиотека комплектовалась тремя видами литературы: шрифта Брайля, «говорящие» книги на магнитной ленте и грампластинках, плоской печати.
В библиотеке с 1977 года работала студия звукозаписи, благодаря которой имелась возможность делать дополнительный тираж «говорящей» книги, а также самостоятельно записывать плоскопечатные книги на магнитную ленту. Книги начитывались работниками библиотеки, диктором Свердловского радио Ю. Филипповым, членами Областного совета массажистов, читателями библиотеки С. Овчаренко, Л. Мухарлямовой.
Из отчёта о работе библиотеки за 1980 год: «Библиотекой проведено свыше 637 мероприятий: книжные выставки — 139, календари знаменательных дат — 56, устные библиографические обзоры и беседы — 150, читательские конференции — 31, обсуждение книг — 73, литературные и литературно-музыкальные вечера — 42, устные журналы — 30, встречи с писателями — 2 и др.».
Библиотека играла большую роль в организации досуга читателей. С 1981 года при библиотеке работал Клуб интересных встреч, пользовавшийся большой популярностью среди инвалидов по зрению. Специалистами библиотеки помимо обеспечения читателей литературой, разрабатывались методические материалы в помощь проведения массовых мероприятий, составлялись и высылались аннотированные списки новых поступлений литературы на всех видах носителей информации, регулярно проводились выезды в область. Развивалась система каталогов и картотек.
В 1988 году библиотека переехала в новое просторное двухэтажное здание по улице Фрунзе, 78.
В начале 1990-х годов Свердловская областная специальная библиотека для слепых обратилась к директорам центральных городских библиотек Свердловской области с просьбой взять на себя специализированное обслуживание социально незащищённых групп населения, расширив функции существующих массовых библиотек и целенаправленно обслуживать незрячих читателей. Библиотека стала принимать участие в Днях специалиста (директора, методиста, библиографа) на базе Свердловской областной универсальной научной библиотеки им. В. Г. Белинского. В систему повышения квалификации областного уровня были включены лекции и практические занятия по тифло-библиотековедению. В этот период начался процесс интегрированного библиотечного обслуживания инвалидов по зрению в 18 городах Свердловской области в центральных городских библиотеках.
Библиотека приступила к техническому переоснащению и автоматизации библиотечных процессов, были приобретены компьютеры и разработана целевая программа «Автоматизация и техническое переоснащение библиотеки для организации и хранения „говорящей“ книги», предполагавшая развитие деятельности библиотеки по восстановлению, записи, тиражированию и хранению «говорящей» книги, а также автоматизацию информационного обслуживания читателей. В 1997 году в структуре библиотеки появился отдел новых тифло-издательских технологий (студия), в задачи которого входила автоматизация всех библиотечных процессов, издательская и тифлоинформационная деятельности, тираж и самозапись «говорящей» книги.
В 1999 году тифлоинформационный сектор был преобразован в отдел, задачами которого были сбор, обработка, распространение информации об инвалидах и по проблемам применения незрячими компьютерных технологий; организация самостоятельного доступа незрячих читателей к справочным ресурсам библиотеки; распространение накопленного опыта среди незрячих города и области. В отделе было создано автоматизированное рабочее место незрячего специалиста, оснащённое 20-символьным брайлевским дисплеем, брайлевским принтером, а также программами речевого доступа к экрану для Dos и Windows. К концу 1990-х годов практически все библиотечные процессы были автоматизированы, освоена редакционно-издательская система.

### Современный период
В 2003 году в библиотеке был проведён капитальный ремонт, который позволил изменить функциональную среду для инвалидов. Согласно нормативам, появились пандусы, были расширены дверные проёмы для посещения колясочников, внедрены звуковые, тактильные, цветовые ориентиры для незрячих и слабовидящих.
В 2003 году открыт абонемент детской литературы в связи с увеличивающимся числом читателей-детей. Библиотека начала активнее работать с детьми-инвалидами по зрению и их родителями. Из отчёта о работе библиотеки за 2003 год: «Реабилитационная работа с детьми проводилась через организацию библиотечно-информационного обслуживания и культурно-досуговую деятельность. Детский абонемент работает не только с детьми, но организует методическую работу с родителями („Родительские субботы“). За прошедший период их состоялось 3. Такие мероприятия многое дают родителям — это возможность поделиться своими проблемами, получить нужную информацию. Для родителей в фонде выделен специальный стеллаж, где подобрана литература по воспитанию и обучению дошкольников. Для родителей незрячих детей на рекламно-абилитационной выставке новых книг для незрячих и слабовидящих детей дошкольного возраста и их родителей демонстрируются специальные развивающие пособия, тактильные книги, иллюстрированные книги, аудиоматериалы, книжки-игрушки, книжки-раскладушки».
С 2005 года началась замена «говорящей» книги с аудиоплёнки на цифровой формат (CD). В 2009 году в фондах библиотеки появились первые флэш-карты. Читатели могут получить флэш-карту ИПТК «Логос» или записать книги на свои флэш-карты.
В 2010-е годы библиотека продолжала обучать незрячих пользователей навыкам работы на персональном компьютере. Помимо индивидуальной работы с пользователями осуществлялась методическая поддержка в виде издания пособий: «Самостоятельная работа незрячего пользователя в Интернет», «Изучаем клавиатуру компьютера». Для популяризации компьютерной грамотности и развития компьютерных услуг библиотека объединилась с Екатеринбургской общественной организацией инвалидов-колясочников «Интеграция XXI век».
Сотрудники библиотеки проводят исследования, активно занимаются издательской деятельностью.
В мае 2018 года библиотека получила Лицензию на право оказывать образовательные услуги по реализации образовательных программ.
С 2022 года в рамках работы научно-методического центра «Доступная среда» Свердловской областной специальной библиотеки для незрячих и слабовидящих им. Д. Н. Мамина-Сибиряка организован Творческий проект «Лаборатория инклюзии». Творческий проект «Лаборатория инклюзии» — это инструмент для поиска и апробирования новых форм социокультурной интеграции людей с инвалидностью в общество средствами различных видов творчества. Цель проекта: разработка модели эффективной коммуникации в инклюзивной группе, объединенной общим творческим делом. Трансляция технологий эффективной инклюзивной коммуникации специалистам учреждений культуры города Екатеринбурга и Свердловской области. Проект включает в себя два направления работы: организация работы инклюзивных творческих объединений читателей библиотеки, и обучение специалистов учреждений культуры инклюзивным технологиям и практикам.

#### Информационная деятельность библиотеки
В течение 2000-х годов продолжалась работа по формированию электронного каталога библиотеки и созданию электронных баз данных, посвящённых проблемам инвалидов и инвалидности. В конце 2010 года — объём электронных баз данных составил около 80 тыс., в том числе электронного каталога библиотеки — более 26 тыс. записей.
Библиотека ведёт кроме электронного каталога электронную библиографическую базу данных аналитической росписи статей из периодических и продолжающихся изданий и сборников статей — «Дефектология» (по вопросам дефектологии и проблемы инвалидов и инвалидности).
Библиотека участвует в создании корпоративного регионального информационного ресурса «Весь Урал», предоставляя информацию о статьях, посвящённых проблемам инвалидов и инвалидности на Среднем Урале, социокультурной реабилитации инвалидов, образовательных технологиях в воспитании ребёнка-инвалида (специальная педагогика и дефектология), мерах по социальной защите населения в Российской Федерации и Уральском регионе.
Библиотека является участником Ассоциации региональных библиотечных консорциумов (АРБИКОН) проектов «МАРС» (Межбиблиотечная аналитическая роспись статей) и «МБА» (Межбиблиотечный абонемент), позволяющие обеспечить пользователей библиотеки более полной и оперативной информацией, освещающей проблемы инвалидов и инвалидности.
Сайт библиотеки (www.sosbs.ru), разработанный в соответствии с ГОСТ Р 52872-2007 «Интернет-ресурсы. Требования к доступности для инвалидов по зрению», представляет информацию не только в виде текста, но и графических файлов, сопровождающихся текстом, поясняющим изображение; имеет возможность для получения информации с помощью слуха (аудиофайлы); включает функции выбора размера шрифта и цвета фона для полноценного доступа слабовидящих людей к информационному массиву на сайте.
«Электронный пандус» — это электронный читальный зал, оснащённый современными тифлотехническими средствами реабилитации инвалидов по зрению (программа экранного доступа JAWS for Windows 11.0 Pro; брайлевский транслятор Duxbury Braille Translator 11.0, брайлевский дисплей; сканирующая и читающая машина SARA CE (версия с камерой); брайлевский принтер; стационарный электронный видео-увеличитель; шумозащитный шкаф для брайлевского принтера; специальные устройства для чтения «говорящих книг» (тифло-флеш-плеер)).
Библиотека много лет реализует издательский проект «Уральские писатели — незрячим читателям», выступая как центр по изданию электронных «говорящих» книг уральских писателей для инвалидов по зрению; созданию и обработке краеведческих документов для незрячих пользователей; как место хранения основного краеведческого фонда на адаптированных для слепых носителях информации.
Партнёрами библиотеки является общественное объединение, занимающееся проблемами инвалидов по зрению — «Белая трость». В сотрудничестве осуществляются проекты и программы: «Адаптации технологии мира», «Дружелюбная деловая среда», «Живая библиотека» и др.
Библиотека выступает в роли инициатора и организатора областных конкурсов среди муниципальных библиотек Свердловской области для поощрения тех, кто пишет и занимается научно-исследовательской работой по темам, связанным с библиотечным обслуживанием инвалидов в Свердловской области. В 2012 году в целях повышения профессионализации библиотечного обслуживания инвалидов, активизации роли библиотечной профессии в общем процессе развития социокультурной реабилитации инвалидов по зрению был проведён конкурс «Будни неклассического библиотекаря».
В 2012 году был подготовлен библиографический указатель, в который вошли сведения об изданиях библиотеки за 1990—2012 годы, публикации о библиотеке за 1975—2012, а также раздел, освещающий её историю с 1952 года.

## Награды и премии
2011 год — Правительство Свердловской области, Законодательное собрание Свердловской области, Федерация профсоюзов Свердловской области наградило Благодарственным письмом Ирину Анатольевну Гильфанову «за активное участие в благотворительной деятельности, высокую социальную ответственность и оказание конкретной помощи нуждающимся согражданам».
2013 — библиотека стала победителем в конкурсе «100 лучших товаров России».
2017 — Почётный диплом Законодательного собрания Свердловской области.
2015 — Почётная грамота Министерства социальной политики Свердловской области.
2019 — Ирина Анатольевна Гильфанова получила Премию губернатора Свердловской области в культурно-досуговой, библиотечной и музейных сферах по итогам 2018 года.
2021 — Виктория Валерьевна Арсентьева, заместитель директора по научно-методической работе получила Премию губернатора Свердловской области в культурно-досуговой, библиотечной и музейных сферах.

## Партнёры библиотеки
Всероссийского общества слепых
Ассоциация «Особые люди»
Социальный кластер
АНО «Благое дело»
Ген гуманизма
Фонд Возрождение
Портал Особый взгляд
Фонд Наука, искусство и спорт
Фонд поддержки слепоглухих Со-единение
Солнечные дети

## Директора библиотеки
- 1952—1956 — Вера Александровна Посохина
- 1956—1968 — Ханиф Шакирович Шакиров
- 1968—1973 — Юрий Михайлович Шаховкин
- 1973—1974 — Клара Александровна Молоткова
- 1974—1977 — Клара Александровна Грехова
- 1977—1989 — Раиса Ивановна Филипенко
- 1989—2010 — Логвиненко Людмила Ивановна[1]
- 2010 — по настоящее время — Ирина Анатольевна Гильфанова, заслуженный работник культуры Российской Федерации, кандидат педагогических наук.